# Pobeda (compagnie aérienne)
Pour les articles homonymes, voir Pobeda.

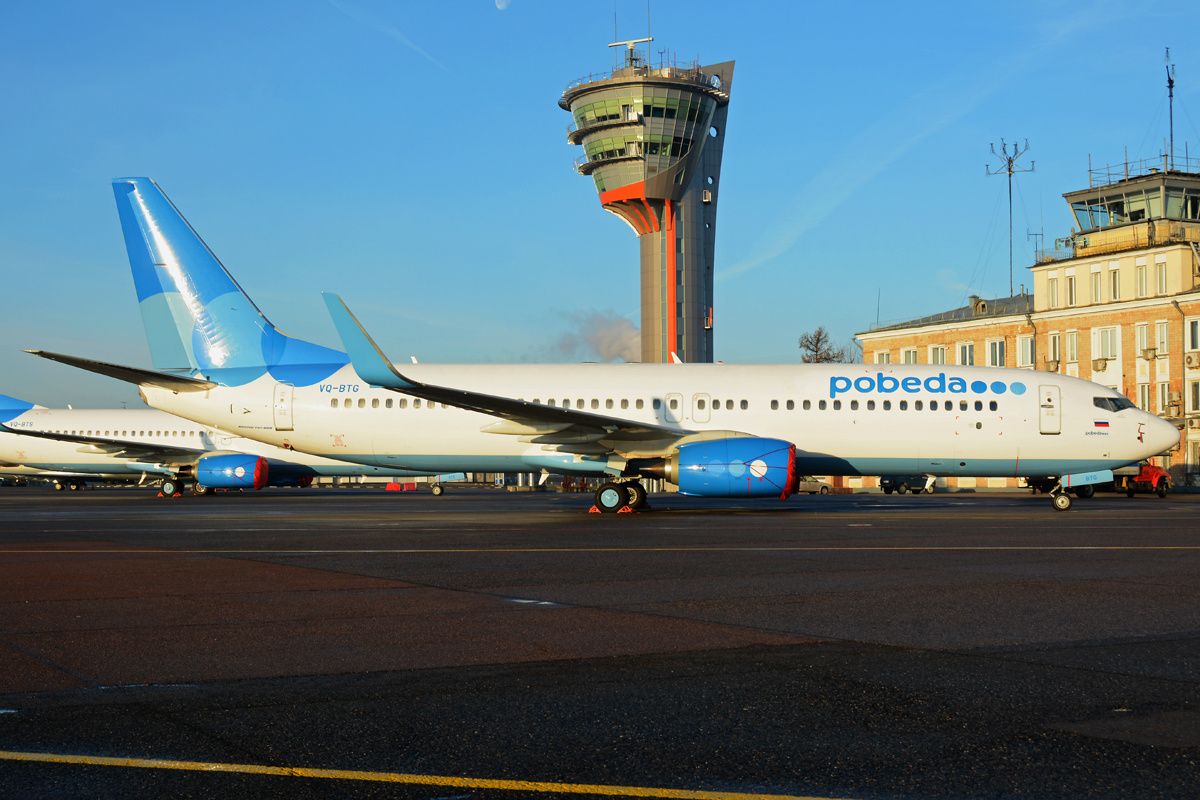
Boeing 737-800 de Pobeda à l'aéroport de Moscou-Cheremetievot

Pobeda (russe : Победа, Budget Carrier, LLC) est une compagnie aérienne à bas prix Russe, filiale à 100% d'Aeroflot. Elle est basée à l'Aéroport international de Vnoukovo, avec des hubs secondaires à Anapa et Sotchi. Elle exploite des vols commerciaux de passagers pour des destinations domestiques.
La compagnie figure depuis 2022 sur la liste des compagnies aériennes interdites d'exploitation dans l'Union européenne.

## Histoire
La société Budget Carrier, LLC est enregistrée le 16 septembre 2014 avec Aeroflot comme unique actionnaire. C'est la seconde tentative d'Aeroflot de créer une compagnie aérienne à bas prix, après Dobrolet, dont l'activité a cessé en août 2014. Pobeda reçoit son certificat de vol le 11 novembre 2014, et son vol inaugural a lieu le 1er décembre de la même année entre Moscou-Vnoukovo et Volgograd.

## Flotte
La flotte de Pobeda comprend les appareils suivants (en octobre 2020):

## Galerie photos

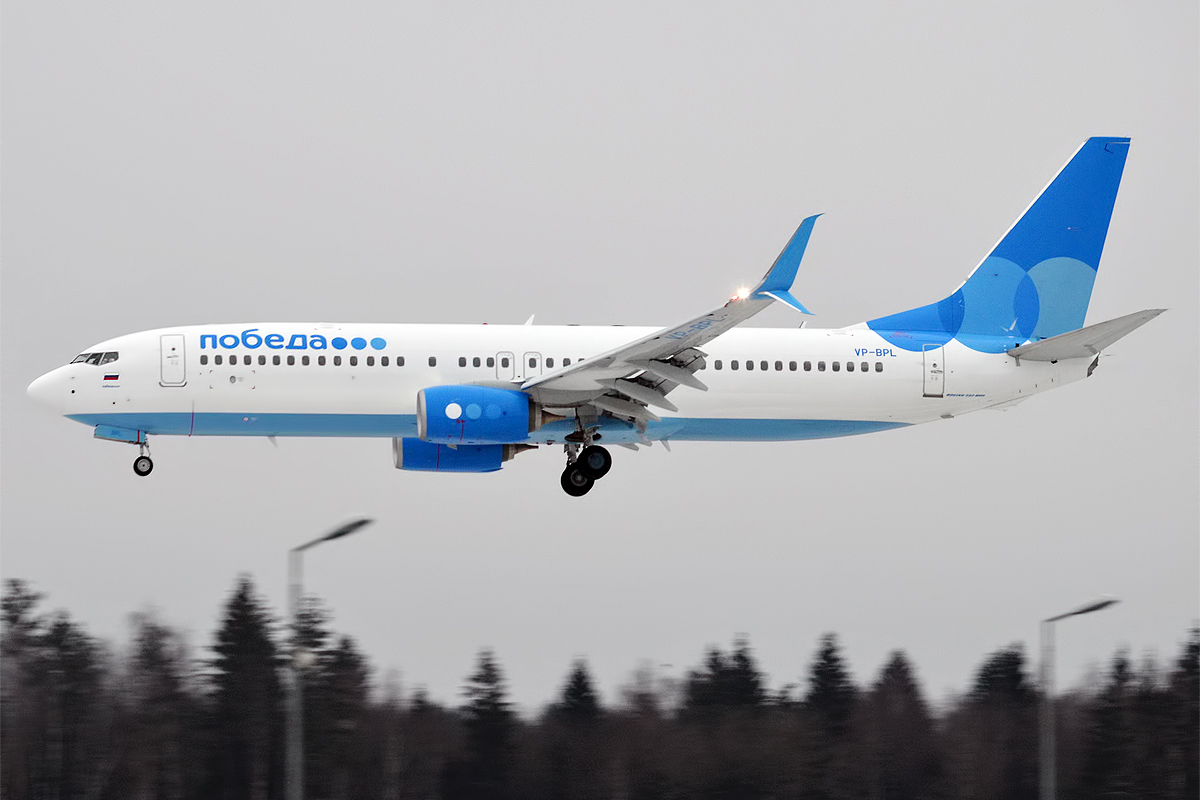
Pobeda, VP-BPL, Boeing 737-8AL
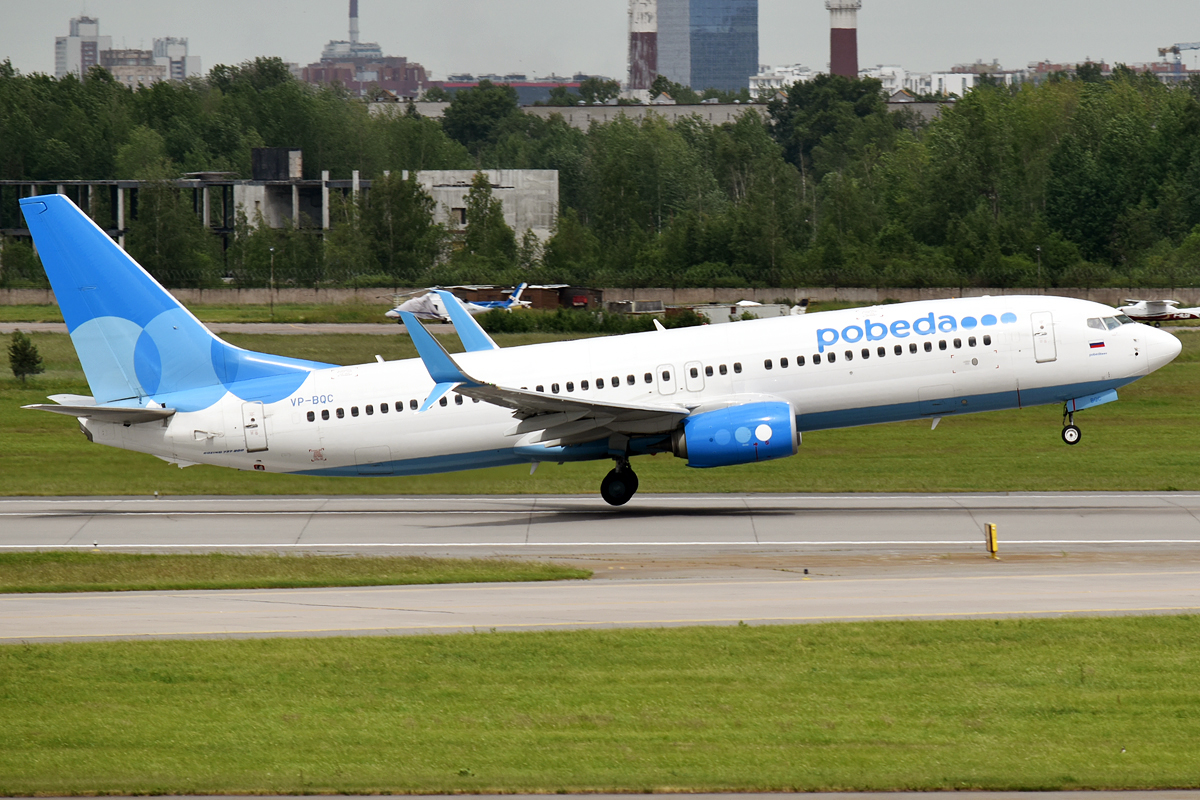
Pobeda VP-BQC, Boeing 737-8MC
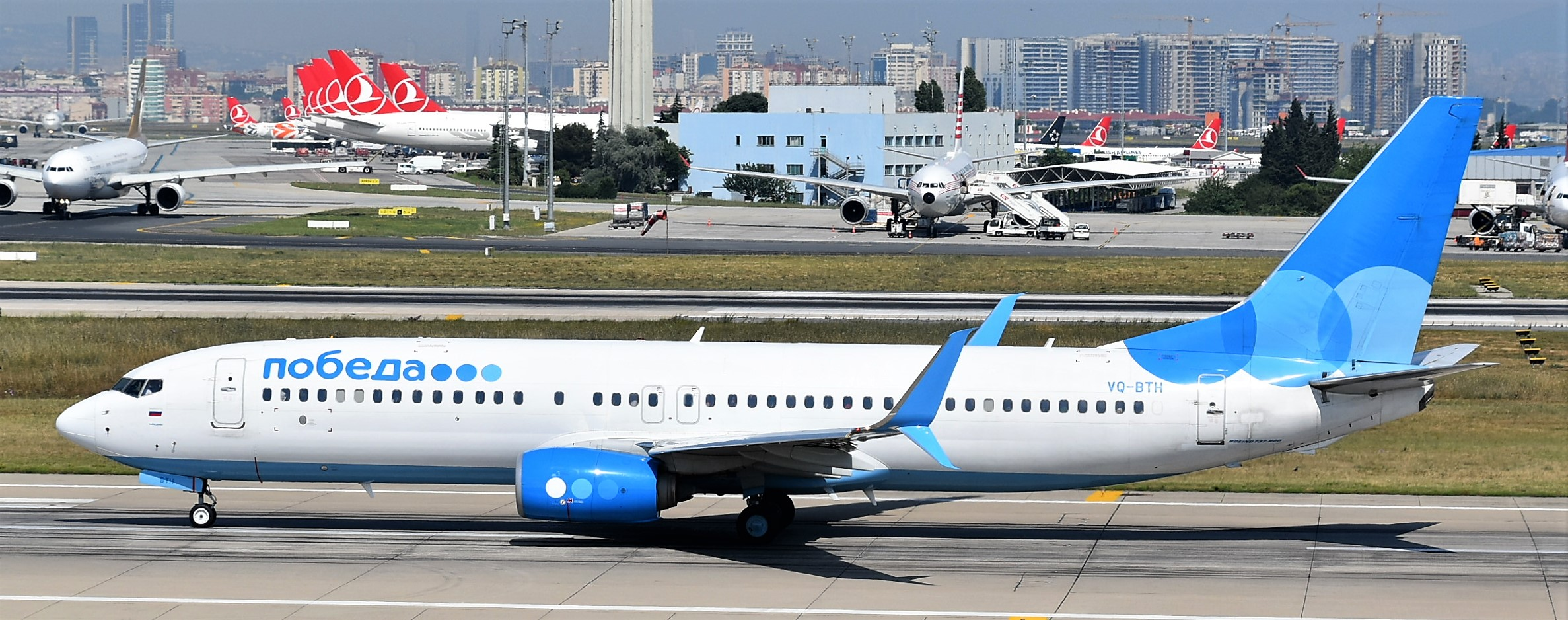
Un avion de Pobeda (VQ-BTH) à Istanbul